# Gałęziak magdaleński
Gałęziak magdaleński (Tylomys mirae) – gatunek gryzonia z podrodziny gałęziaków (Tylomyinae) w rodzinie chomikowatych (Cricetidae). Po raz pierwszy został opisany naukowo przez Oldfielda Thomasa w 1899 na łamach wydawanego przez Natural History Museum Library „Annals and Magazine of Natural History”. Typowa lokalizacja: Ekwador, prowincja Imbabura, Rio Mira, Paramba, na wysokości 1100 m n.p.m. Gałęziak magdaleński występuje w centralnej i zachodniej Kolumbii i północno-zachodnim Ekwadorze. Międzynarodowa Unia Ochrony Przyrody (IUCN) wymienia Tylomys mirae w Czerwonej księdze gatunków zagrożonych jako gatunek najmniejszej troski (LC – least concern). T. mirae obejmuje 2 podgatunki.

## Systematyka
Po raz pierwszy został opisany naukowo przez Oldfielda Thomasa w 1899 na łamach wydawanego przez Natural History Museum Library „Annals and Magazine of Natural History”. Typowa lokalizacja: Ekwador, prowincja Imbabura Rio Mira, Paramba, na wysokości 1100 m n.p.m.
W obrębie gatunku Tylomys mirae wyróżniane są 2 podgatunki:
- T. m. mirae Thomas, 1899 – zasięg: zachodnia Kolumbia i północno-zachodni Ekwador,
- T. m. bogotensis Goodwin, 1955 – zasięg: centralna Kolumbia.

## Nazewnictwo
W wydanej w 2015 roku przez Muzeum i Instytut Zoologii Polskiej Akademii Nauk publikacji „Polskie nazewnictwo ssaków świata” dla gatunku Tylomys mirae zaproponowano polską nazwę gałęziak magdaleński.

## Budowa ciała
Gałęziak magdaleński jest nieco większy od przedstawicieli innych gatunków Tylomys. Sierść jest gęsta, w części grzbietowej wybarwiona na odcienie szarości i jasnopłowe, a w części brzusznej na odcienie od koloru brzoskwiniowego do kremowego. Ogon jest nagi, dwukolorowy. U podstawy ma jasnobrązowe ubarwienie, a pozostała część jest biała. Brązowe kończyny są zakończone białymi palcami. Wąsy są długie i grube. Uszy są duże, gołe i wybarwione na szaro.
|                         | wymiar średni |
| ----------------------- | ------------- |
| długość tułowia z głową | 230 mm        |
| długość ogona           | 266 mm        |
| masa ciała              | 200–255 g     |

## Tryb życia
Gałęziak magdaleński wiedzie prawdopodobnie nocny, częściowo nadrzewny tryb życia.

### Rozród
Samica rodzi średnio 1–3 młodych w miocie. Długość życia: 1–2 lat.

## Rozmieszczenie geograficzne
Typowa lokalizacja: Ekwador, prowincja Imbabura, Rio Mira, Paramba, na wysokości 1100 m n.p.m. Gałęziak magdaleński występuje w centralnej i zachodniej Kolumbii i północno-zachodnim Ekwadorze. Szczegóły występowania poszczególnych podgatunków są zawarte w sekcji Systematyka.

## Ekologia
W skład diety gałęziaka magdaleńskiego prawdopodobnie wchodzą owoce i pędy roślin.

### Siedlisko
Gałęziak magdaleński zasiedla lasy mgliste, lasy deszczowe porośniętych wysokimi drzewami o gęstych koronach, które spowijają liczne pnącza i winorośla. Gałęziaki magdaleńskie sprawnie poruszają się między gałęziami, łodygami i pnączami. Większość opisów naukowych wskazuje, że zwierzęta te były chwytane na poziomie terenu, w krzewach, albo na drzewach, a także na obszarach z odsłoniętymi skałami lub klifami. Występują na wysokości od 200 do 1300 m n.p.m.

## Ochrona
Międzynarodowa Unia Ochrony Przyrody (IUCN) wymienia Tylomys mirae w Czerwonej księdze gatunków zagrożonych jako gatunek najmniejszej troski (LC – least concern).